# Ludwigsvorstadt-Isarvorstadt

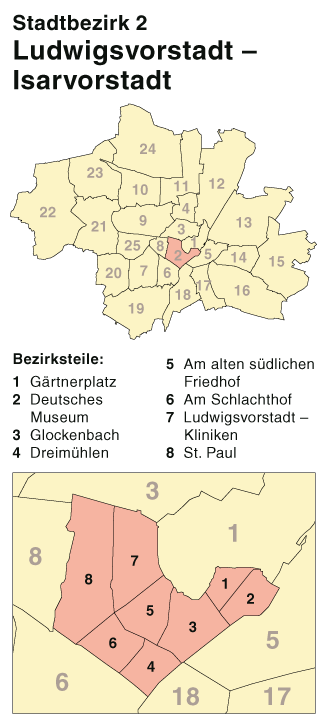
Ludwigsvorstadt-Isarvorstadt, vị trí trong München

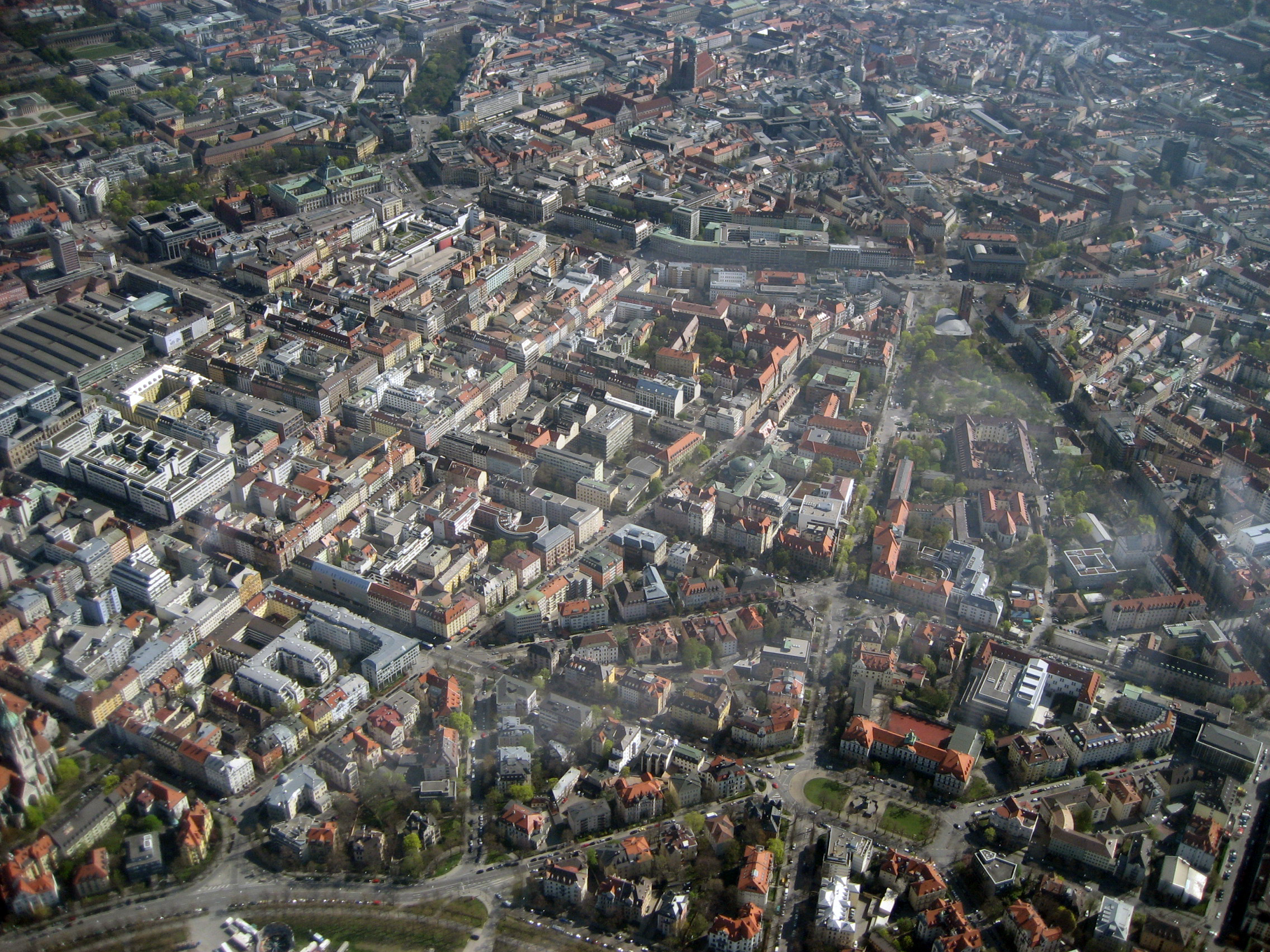
Ludwigsvorstadt nhìn từ trên không

Ludwigsvorstadt-Isarvorstadt là quận 2 của thành phố München, thủ phủ của bang Bayern, Đức.
Quận này do 2 khu phố Ludwigsvorstadt, nằm ở phía nam của nhà ga chính München và phía đông của Theresienwiese, và Isarvorstadt, phía tây bắc sông Isar và đông nam của thành phố cổ. Đường Lindwurmstraße là ranh giới của 2 khu phố này.

## Vị trí
Quận này được hình thành vào năm 1992, nhập khu phố Ludwigsvorstadt phía tây nam của trung tâm thành phố với 3 khu phố Isarvorstadt/Schlachthofviertel, Isarvorstadt/Glockenbachviertel và Isarvorstadt/Deutsches Museum ở phía đông nam. Với vòng đai xanh dọc theo sông Isar, Alter Südlicher Friedhof (nghĩa địa phía Tây cũ) và Theresienwiese quận này có những khu vực đất trống và vùng cây cỏ quan trọng ở phía nam trung tâm thành phố. 
Biên giới của quận này là các đường từ bắc sang đông Arnulf-, Sonnen-, Müller-, Rumford- und Zweibrückenstraße, ở phía đông nam là sông Isar, phía tây nam đường rày Münchner Südring và ở phía tây Theresienhöhe và cầu Hacker. Biên giới giữa Ludwigsvorstadt và Isarvorstadt là đường Lindwurmstraße. Bởi vì đường này là đường tiếp nối của Sendlinger Straße, đường mà ở Phố cổ ranh giới giữa khu vực Hacken và Anger, Ludwigvorstadt nguyên thủy được gọi äußeres Hackenviertel và Isarvorstadt äußeres Angerviertel. Cả phần phía nam của Museumsinsel (phía nam Cầu Ludwig (München)) thuộc về Isarvorstadt.
Những quận lân cận là Maxvorstadt ở phía bắc, Altstadt-Lehel phía đông bắc, bên kia sông Isar Au-Haidhausen ở phía đông và Untergiesing-Harlaching phía đông nam, Sendling ở phía nam và Schwanthalerhöhe ở phía tây.